# Barycnemis punctifrons
Barycnemis punctifrons là một loài tò vò trong họ Ichneumonidae.